# Charles-Honoré Laverdière
Charles-Honoré Laverdière, né le 23 octobre 1826 et mort le 19 mars 1873, est un historien, professeur et prêtre catholique canadien français.

## Biographie
Né à Château-Richer le 23 octobre 1826, il étudie au Petit et Grand Séminaire de Québec et il est ordonné prêtre en 1851.
Laverdière est professeur au Séminaire de Québec de 1848 à 1858, où il enseigne la physique, les mathématiques et l'histoire. En 1858, il devient bibliothécaire de l'Université Laval.
Il collabore à l'édition de quelques ouvrages sur l'histoire du Canada, dont les Œuvres de Champlain (1870) et le Journal des jésuites (1871). Il écrit également dans L'Abeille, journal des étudiants du Petit Séminaire de Québec, dont il est l'un des fondateurs.
Laverdière passe souvent des journées entières à vérifier soit une seule date, ou encore, l'épellation d'un seul nom. Lorsqu'une édition récente est entièrement détruite par le feu, Laverdière fait remarquer que certaines erreurs d'impression auraient la chance d'être évitées dans une future édition. Sa connaissance approfondie du plain-chant lui permit de publier une série d'ouvrages liturgiques. Il était d'un tempérament doux et aimable et était estimé par tous ceux qui le connaissaient. Sa maîtrise de l'histoire du Canada, surtout de la période de 1500 à 1700, donnait à ses affirmations une grande autorité,.
Laverdière fut l'exécuteur testamentaire de Georges-Barthélemi Faribault.

## Hommages
La rue Saint-Honoré, qui fut présente de 1909 à 2006 dans la ville de Québec, fut nommée en son honneur.